# Самоплавський Валерій Іванович
Самоплавський Валерій Іванович (нар. 28 лютого 1952, Радомишль, Україна) — український політик, очільник лісового господарства України, народний депутат України 4-го скликання. Перший віце-прем'єр-міністр України (1996), Міністр лісового господарства України. 
Академік Лісівничої академії наук України (ЛАНУ).

## Біографія
Народився 28 лютого 1952 року Радомишлі Житомирської області України.
У 1974 році закінчив факультет лісового господарства Українську сільськогосподарську академію (тепер — Національний університет біоресурсів і природокористування України, Київ) за спеціальністю «лісове господарство», здобувши кваліфікацію «інженер лісового господарства». Член КПРС з 1979 року.
Трудову діяльність розпочав на посаді помічника лісничого у 1974—1977 роках, пізніше лісничого (1977—1981) Комарівського лісництва Тетерівського лісгоспу. Праця на цих посадах дала можливість глибоко вивчити природу лісу і специфіку лісогосподарського виробництва. Пізніше, у 1981—1982 роках працював головним лісничим, а з 1982 року — директором Баранівського лісгоспу. З 1985 року — головний інженер, з лютого 1986 року — начальник Житомирського обласного управління лісового господарства і лісозаготівель. У період 29 квітня 1987—1997 р. — Міністр лісового господарства України, а після реорганізації міністерства, до 2002 року — Голова Державного комітету лісового господарства України).
З 1989 по 1991 рік — народний депутат СРСР по територіальному виборчому округу № 490 (Львівська область). 
1994 року Самоплавського призначено першим віце-прем'єр міністром України, однак того ж року він за власним бажанням повернувся назад на посаду Міністра лісового господарства України. За роки перебування Самоплавського на посаді міністра обсяги створення лісових насаджень щорічно перевищували площу зрубів стиглих лісів, на світових лісівничих форумах Україну сприймали як європейську лісову державу, насамперед за виважений, науково-обґрунтований підхід до ведення лісового господарства. У 1997—1999 роках член Комісії з питань аграрної та земельної реформи при Президентові України.
З 2002 року — Голова Товариства лісівників України.
З квітня 2002 по березень 2006 року — Народний депутат України 4-го скликання, обраний за списками Виборчого блоку політичних партій «За єдину Україну!». Член Аграрної партії (згодом Народна партія). Член Комітету з питань екологічної політики, природокористування та ліквідації наслідків Чорнобильської катастрофи.
Кандидат економічних наук. Дисертація «Вдосконалення організаційно-економічних методів управління лісовим господарством в умовах переходу до ринкових відносин» захищена 1993 року в львівському відділенні Інституту регіональних досліджень НАН України.
Самоплавський В. І. проводить викладацьку діяльність у Національному університеті біоресурсів і природокористування, готуючи фахівців за напрямом «лісове і садово-паркове господарство». Читає лекції з навчальних дисциплін: «лісова політика» та «екологічні основи лісовідновлення і лісорозведення». Науково-педагогічний стаж роботи становить 17 років.

## Наукові
Основні напрямки наукової діяльності Самоплавського В. І. стосуються опрацювання питань лісової політики, розробки стратегії розвитку лісової галузі, розв'язання сучасних проблем лісовідновлення та лісорозведення. З цих проблем видано більше 20 друкованих праць:
- Самоплавський В. І. Лісове господарство в умовах перехідного періоду до ринкової економіки // Матеріали конференції «Кон'юнктура і цінові відносини в ринкових умовах». — Львів: УкрДЛТУ, 1993. — С. 2-6.
- Самоплавський В. І. Лісова галузь України: погляд в майбутнє // «Лісовий журнал». — 1994. — № 3. — С. 2-6.
- Вакулюк П. Г., Самоплавський В. І. Лісовідновлення і лісорозведення в рівнинних регіонах України. — Фастів: Поліфаст, 1998. — 567 с.

## Нагороди і відзнаки
- 1986 — Заслужений лісовод Української РСР,
- 1996 — Почесна відзнака Президента України[3],
- 1999 — Орден «За заслуги» II ступеня[4],
- 1999 — Відмінник лісового господарства України,
- 2002 — Орден «За заслуги» I ступеня[5],
- 2002 — Почесна грамота Кабінету Міністрів України[6],
- 2002 — Почесна грамота Верховної Ради України,
- 2003 — Почесний лісівник України.

- 1998 — почесний професор Національного аграрного університету,
- 2001 — почесний директор навчально-наукового інституту лісового та садово-паркового господарства Національного університету біоресурсів і природокористування України,
- 2002 — почесний член Товариства Лісівників України.